# Зајфен (Вестервалд)
Зајфен (њем. Seifen) општина је у њемачкој савезној држави Рајна-Палатинат. Једно је од 119 општинских средишта округа Алтенкирхен (Вестервалд). Према процјени из 2010. у општини је живјело 160 становника. Посједује регионалну шифру (AGS) 7132104.

## Географски и демографски подаци
Зајфен се налази у савезној држави Рајна-Палатинат у округу Алтенкирхен (Вестервалд). Општина се налази на надморској висини од 190 метара. Површина општине износи 3,0 km². У самом мјесту је, према процјени из 2010. године, живјело 160 становника. Просјечна густина становништва износи 54 становника/km².